# Lisa Stansfield (album)
Albums de Lisa Stansfield
In Session
(1996) The Remix Album
(1998)
Singles
1. People Hold On (The Bootleg Mixes)
Sortie : 6 janvier 1997
2. The Real Thing
Sortie : 10 mars 1997
3. Never, Never Gonna Give You Up
Sortie : 9 juin 1997
4. The Line
Sortie : 22 septembre 1997
5. Never Gonna Fall
Sortie : 27 octobre 1997
6. Don't Cry for Me
Sortie : 17 novembre 1997
7. I'm Leavin'
Sortie : 9 février 1998

Lisa Stansfield est le quatrième album studio de Lisa Stansfield, sorti le 21 mars 1997 au Japon et le 24 mars 1997 en Europe.
L'album s'est classé 2e au UK Albums Chart, 30e au Top R&B/Hip-Hop Albums et 55e au Billboard 200.

## Liste des titres
| No  | Titre                           | Auteur                                         | Durée |
| --- | ------------------------------- | ---------------------------------------------- | ----- |
| 1.  | Never Gonna Fall                | Lisa Stansfield, Ian Devaney                   | 5:16  |
| 2.  | The Real Thing                  | Stansfield, Devaney                            | 4:20  |
| 3.  | I'm Leavin'                     | Crayge Lindesay, Telisa Stinson                | 4:38  |
| 4.  | Suzanne                         | Stansfield, Devaney                            | 4:59  |
| 5.  | Never, Never Gonna Give You Up  | Barry White                                    | 5:02  |
| 6.  | Don't Cry for Me                | Stansfield, Devaney, Cory Rooney, Mark Morales | 5:03  |
| 7.  | The Line                        | Stansfield, Devaney, Terry Gamwell             | 4:26  |
| 8.  | The Very Thought of You         | Stansfield, Devaney, Richard Darbyshire        | 5:23  |
| 9.  | You Know How to Love Me         | Reggie Lucas, James Mtume                      | 5:32  |
| 10. | I Cried My Last Tear Last Night | Diane Warren                                   | 4:13  |
| 11. | Honest                          | Stansfield, Devaney, Darbyshire                | 4:54  |
| 12. | Somewhere in Time               | Stansfield, Devaney, Darbyshire                | 4:44  |
| 13. | Got Me Missing You              | Stansfield, Devaney                            | 4:43  |
| 14. | Footsteps                       | Stansfield, Devaney, Darbyshire, Frank Musker  | 3:48  |

| 15. | The Real Thing (Touch Mix)   | Stansfield, Devaney                   | 5:37 |
| 16. | People Hold On (Bootleg Mix) | Stansfield, Matt Black, Jonathan More | 3:43 |

| 15. | Baby Come Back               | J.C. Crowley, Peter Beckett | 3:34 |
| 16. | People Hold On (Bootleg Mix) | Stansfield, Black, More     | 3:43 |

## Certifications
| Pays        | Association | Certification | Ventes   |
| ----------- | ----------- | ------------- | -------- |
| Espagne     | Promusicae  | Or            | 50 000+  |
| Royaume-Uni | BPI         | Or            | 100 000+ |
| Suisse      | IFPI Suisse | Or            | 25 000+  |